# 史墙盘
史墙盘，又稱墻盤，为西周共王時史官墙所作的礼器。據銘文內容，墻是殷朝微子啟的後裔。1976年出土於陕西省扶風縣莊白村一號銅器窖藏，為中華人民共和國國家一級文物，2002年公布的64件禁止出國（境）展覽的文物之一，现藏扶風周原博物館。

## 形制
盘為圓形，浅腹，圈足，雙附耳。高16.2厘米，口径47.3厘米。盤腹饰鳥紋，圈足饰窃曲纹。

## 铭文

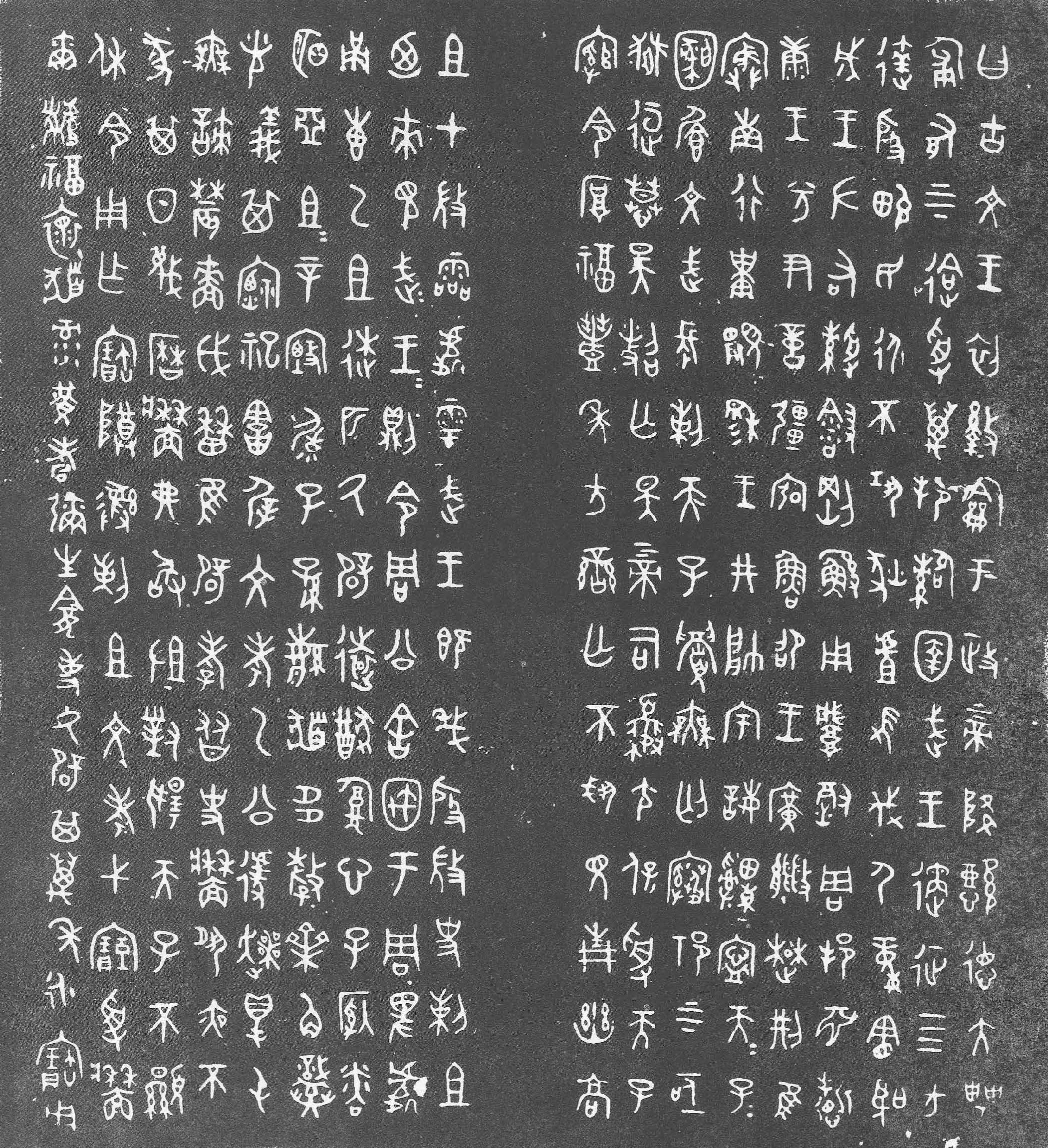
史墙盘铭文

盘内底有铭文18行284字，使用當時標準字體，字形劃一，布局均勻；全文多用四言句式，結構工整，辭藻華美。由于年代久遠，目前學者對一些字句的解讀尚存爭議。
铭文前半部分颂扬文、武、成、康、昭、穆及時王（即共王）诸王的功德，后半部分记述墙所属的微氏家族六代的事跡，可與文献记载相印證，為研究西周史的重要史料。